# 478. pehotni polk (Wehrmacht)
Za druge 478. polke glejte 478. polk.
478. pehotni polk (izvirno nemško Infanterie-Regiment 478) je bil eden izmed pehotnih polkov v sestavi redne nemške kopenske vojske med drugo svetovno vojno.

## Zgodovina
Polk je bil ustanovljen 26. avgusta 1939 kot polk 4. vala v WK II iz nadomestnih bataljonov: I. in II. 94. ter rezervnega 48. pehotnega polka; polk je bil dodeljen 258. pehotni diviziji. 
25. septembra 1940 je bil III. bataljon izvzet iz sestave in dodeljen 409. pehotnemu polku.
15. oktobra 1942 je bil polk preimenovan v 478. grenadirski polk.